# Un peix anomenat Wanda
Un peix anomenat Wanda (títol original en anglès A Fish Called Wanda) és una pel·lícula de 1988, dirigida per Charles Crichton i protagonitzada per John Cleese, Jamie Lee Curtis, Kevin Kline i Michael Palin.
Es tracta d'una comèdia negra sobre el robatori d'una joia i el que succeeix posteriorment.

## Argument
Un quartet d'atracadors executa amb èxit un gran cop a la joieria Hatton Gardens de Londres. El problema és que només George, el cap de la banda, sap on estan amagades les joies, però ha estat empresonat. Wanda, l'única dona del grup, planeja seduir Archie, l'advocat defensor de George, amb l'esperança de fer-li confessar l'amagatall del botí. Els altres membres del grup són: Otto, un sinistre psicòpata admirador de Nietzsche, i Ken, un tartamut aficionat als peixos exòtics.

## Repartiment
- John Cleese: Archie Leach
- Jamie Lee Curtis: Wanda Gershwitz
- Kevin Kline: Otto West
- Michael Palin: Ken Pile
- Maria Aitken: Wendy Leach
- Tom Georgeson: George Thomason
- Patricia Hayes: Sra. Cody
- Geoffrey Palmer: Jutge
- Stephen Fry: home a l'aeroport

## Premis i nominacions
La pel·lícula va rebre i va estar nominada a diversos premis, d'entre els quals destaquen:

### Premis
- Oscar al millor actor secundari per Kevin Kline
- BAFTA al millor actor per John Cleese
- BAFTA al millor actor secundari per Michael Palin
- David di Donatello al millor guió de pel·lícula estrangera per John Cleese

### Nominacions
- Oscar al millor director per Charles Crichton
- Oscar al millor guió original per John Cleese i Charles Crichton
- BAFTA al millor actor per Kevin Kline
- BAFTA a la millor actriu per Jamie Lee Curtis
- BAFTA a la millor actriu secundària per Maria Aitken
- BAFTA a la millor direcció per Charles Crichton
- BAFTA al millor muntatge per John Jympson
- BAFTA al millor guió original per John Cleese
- BAFTA a la millor pel·lícula per Michael Shamberg i Charles Crichton
- Globus d'Or a la millor pel·lícula musical o còmica
- Globus d'Or a la millor actriu musical o còmica per Jamie Lee Curtis
- Globus d'Or al millor actor musical o còmic per John Cleese